# Gynostemma compressum
Gynostemma compressum är en gurkväxtart som beskrevs av Xiu Xiang Chen och D.R. Liang. Gynostemma compressum ingår i släktet Gynostemma och familjen gurkväxter. Inga underarter finns listade i Catalogue of Life.